# Diep (zo diep)
Diep (zo diep) was de debuutsingle van de Belgische boyband Get Ready! uit 1996. Het nummer werd geschreven door Roland Verlooven onder het pseudoniem Armath. Met deze eerste single brak Get Ready! in Vlaanderen meteen door. Het behoort tot de succesvolste en bekendste liedjes van de groep.
De single bevat zowel een instrumentale als niet-instrumentale versie van Diep (zo diep). Het nummer verscheen in het najaar van 1996 ook op hun debuutalbum Get Ready!.
Get Ready! maakte tevens een Engelstalige versie van het nummer, Deep (so deep). Deze verscheen in hetzelfde jaar op single en op de limited edition van het debuutalbum. Zowel in 2009 als in 2021 bracht de groep een nieuwe versie uit van Diep (zo diep) op single uit.

## Meewerkende artiesten
Producer:
- DLM

Muzikanten:
- Glenn Degendt (zang)
- Jean-Marie Desreux (zang)
- Jimmy Samijn (zang)
- Koen Bruggemans (zang)

## Hitnotering
Diep (zo diep) kende in de Vlaamse Ultratop 50 een aarzelende start. De single kwam in februari 1996 binnen op nummer 30 en wist aanvankelijk niet veel hoger te raken, tot het in de zesde week plots naar de top 10 steeg. Uiteindelijk stond Get Ready! er 21 weken mee genoteerd met de vijfde plaats als hoogste positie. In de Vlaamse Top 10 werd het echter een nummer 1-hit. In de Vlaamse jaarlijst van 1996 eindigde Diep (zo diep) op de 15de plaats.

### VlaamseUltratop 50
| Hitnotering: 17-02-1996 t/m 06-07-1996 | Hitnotering: 17-02-1996 t/m 06-07-1996 | Hitnotering: 17-02-1996 t/m 06-07-1996 | Hitnotering: 17-02-1996 t/m 06-07-1996 | Hitnotering: 17-02-1996 t/m 06-07-1996 | Hitnotering: 17-02-1996 t/m 06-07-1996 | Hitnotering: 17-02-1996 t/m 06-07-1996 | Hitnotering: 17-02-1996 t/m 06-07-1996 | Hitnotering: 17-02-1996 t/m 06-07-1996 | Hitnotering: 17-02-1996 t/m 06-07-1996 | Hitnotering: 17-02-1996 t/m 06-07-1996 | Hitnotering: 17-02-1996 t/m 06-07-1996 | Hitnotering: 17-02-1996 t/m 06-07-1996 | Hitnotering: 17-02-1996 t/m 06-07-1996 | Hitnotering: 17-02-1996 t/m 06-07-1996 | Hitnotering: 17-02-1996 t/m 06-07-1996 | Hitnotering: 17-02-1996 t/m 06-07-1996 | Hitnotering: 17-02-1996 t/m 06-07-1996 | Hitnotering: 17-02-1996 t/m 06-07-1996 | Hitnotering: 17-02-1996 t/m 06-07-1996 | Hitnotering: 17-02-1996 t/m 06-07-1996 | Hitnotering: 17-02-1996 t/m 06-07-1996 | Hitnotering: 17-02-1996 t/m 06-07-1996 |
| Week:                                  | 1                                      | 2                                      | 3                                      | 4                                      | 5                                      | 6                                      | 7                                      | 8                                      | 9                                      | 10                                     | 11                                     | 12                                     | 13                                     | 14                                     | 15                                     | 16                                     | 17                                     | 18                                     | 19                                     | 20                                     | 21                                     |                                        |
| -------------------------------------- | -------------------------------------- | -------------------------------------- | -------------------------------------- | -------------------------------------- | -------------------------------------- | -------------------------------------- | -------------------------------------- | -------------------------------------- | -------------------------------------- | -------------------------------------- | -------------------------------------- | -------------------------------------- | -------------------------------------- | -------------------------------------- | -------------------------------------- | -------------------------------------- | -------------------------------------- | -------------------------------------- | -------------------------------------- | -------------------------------------- | -------------------------------------- | -------------------------------------- |
| Positie:                               | 30                                     | 34                                     | 34                                     | 29                                     | 24                                     | 6                                      | 5                                      | 7                                      | 7                                      | 5                                      | 6                                      | 11                                     | 11                                     | 11                                     | 13                                     | 12                                     | 17                                     | 22                                     | 26                                     | 39                                     | 50                                     | uit                                    |